# Euphonie
L’euphonie, du grec ancien : εὐφωνία / euphōnía, de ευ- / eu- (« bien ») et φωνή / phōnḗ (« voix », « son »), est une combinaison agréable et harmonieuse de sons. Son contraire est la cacophonie, qui désigne un ensemble de bruits dissonants ou sans harmonie. L'utilisation de ces mots n'est pas limitée à la musique, mais à tout domaine faisant intervenir le son, par exemple la linguistique.

## Linguistique et phonétique
Dans les domaines de la linguistique et de la phonétique, l’euphonie est une qualité des sons agréables à entendre ou aisés à prononcer, parfois invoquée pour expliquer certains changements phonétiques dus à l'influence de phonèmes voisins (cas du schwa interconsonantique en hébreu par exemple).
C’est notamment le cas lorsque le sujet et le verbe d’une phrase sont inversés. Par exemple, dans la phrase : « A-t-il mangé ? », la lettre t permet d’éviter d’avoir deux voyelles consécutives, évitant ainsi un hiatus. De même, dans la phrase : « Aussi souhaité-je vraiment vous rencontrer », l’accent sur la lettre e permet d’éviter deux consonnes consécutives. Dans cette phrase, le verbe souhaiter est conjugué au présent. Il ne faut pas confondre avec la conjugaison à l’imparfait : « Aussi souhaitais-je vraiment vous rencontrer. »
L'euphonie est un terme particulièrement important en poésie, qui met en valeur l'harmonie entre chaque verset.
L’euphonie relève de la « fonction poétique » dans le schéma de Jakobson.